# Сборные кладбища бывших солдат Вермахта
Сборное кладбище бывших солдат Вермахта — особое кладбище на территории бывшего СССР, где перезахоронены солдаты Вермахта и армий стран, союзных гитлеровской Германии (Венгрия, Италия, Словакия, Румыния, Финляндия). Сначала останки эксгумируют и идентифицируют, затем помещают в миниатюрные гробы с идентификационными данными, а гробы с останками помещают в братские могилы (по аналогии с братскими могилами) на новом месте, откуда гроб могут забрать родственники за границей, если они того пожелают.
Организацией перезахоронений бывших солдат вермахта в России и Белоруссии занимается Немецкий народный союз по уходу за воинскими захоронениями, общественная организация из Германии, возглавляемая В. Брастом, отвечающего за деятельность организации в Беларуси и Калининградской области России.
В Беларуси розыскная деятельность «Народного союза» разрешена с 2002 г. С 1 октября 2012 г. организованы коллективные кладбища в Березе (Брестская область), позже в Щатково (Могилевская область). В Щатково захоронено более 920 солдат вермахта. На кладбище в Берёзе планируется похоронить около 50 тысяч человек. Немецкие солдаты в братских могилах.
«Народный союз» также помогает найти и сохранить останки советских воинов.